# Lindsay Williams (Skilangläuferin)
Lindsay Ann Williams (* 16. Juni 1984 in Saint Paul) ist eine ehemalige US-amerikanische Skilangläuferin.

## Werdegang
Williams startete international erstmals bei den Junioren-Skiweltmeisterschaften 2002 in Schonach und errang dabei den 43. Platz im Sprint. In folgenden Jahren belegte sie bei den Junioren-Skiweltmeisterschaften 2003 in Sollefteå den 58. Platz über 5 km klassisch und den 13. Rang im Sprint und bei den Junioren-Skiweltmeisterschaften 2004 in Stryn den 29. Platz im 15-km-Massenstartrennen, jeweils den 14. Rang im Sprint und 5 km Freistil, sowie den zehnten Platz mit der Staffel. Ihr erstes Rennen im Continental-Cup lief sie im Januar 2003 in Rumford und errang dabei den 40. Platz über 15 km klassisch. Ihr Debüt im Weltcup hatte sie März 2005 in Falun, welches sie auf dem 55. Platz in der Verfolgung beendete. In der Saison 2005/06 lief sie bei den U23-Weltmeisterschaften 2006 in Kranj auf den 27. Platz im Sprint und auf den 26. Rang im Skiathlon und bei den Olympischen Winterspielen 2006 in Turin auf den 62. Platz im Skiathlon und auf den 38. Rang im Sprint. Im folgenden Jahr kam sie bei den U23-Weltmeisterschaften in Pragelato auf den 35. Platz im Skiathlon, auf den 34. Rang über 10 km Freistil und auf den 13. Platz im Sprint. In der Saison 2007/08 erreichte sie mit mehreren Top-Zehn-Platzierungen den 12. Platz in der Gesamtwertung des Nor-Am-Cups und den fünften Rang bei der US Super Tour. In der folgenden Saison absolvierte sie in Whistler ihr letztes Weltcuprennen und erreichte mit dem 45. Platz im Sprint ihr bestes Einzelergebnis im Weltcup.